# Trypauchenopsis
Trypauchenopsis is een monotypisch geslacht van straalvinnige vissen uit de familie van de grondels (Gobiidae).

## Soort
- Trypauchenopsis intermedia Volz, 1903